# Amahl e i visitatori notturni

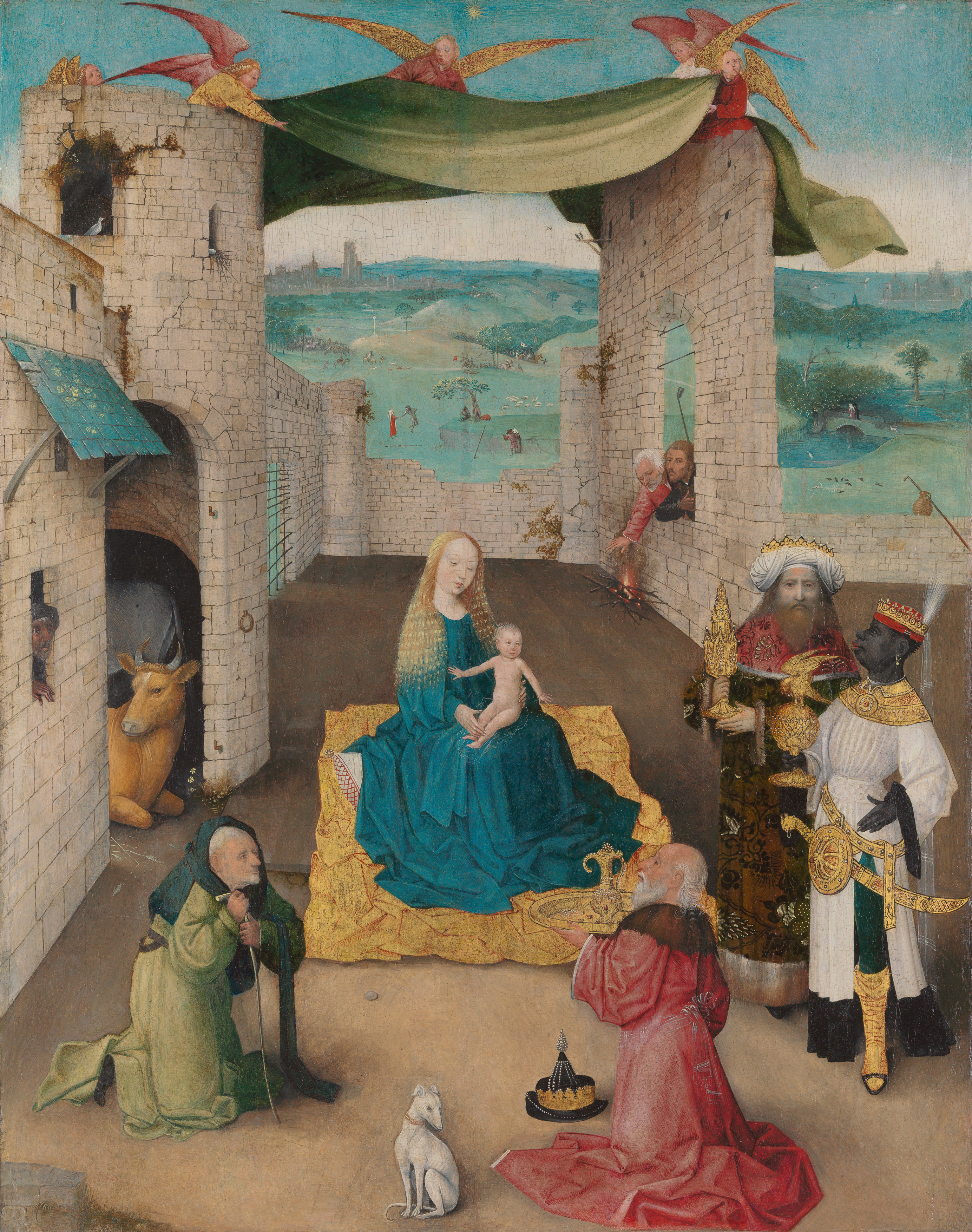
Menotti fu ispirato da L'Adorazione dei Magi (Hieronymus Bosch, morto nel 1516) per creare Amahl e i visitatori notturni.

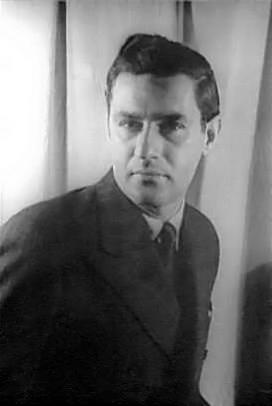
Il compositore nel 1944

Amahl e i visitatori notturni è un'opera in un atto di Gian Carlo Menotti su libretto inglese originale del compositore. Fu commissionato dalla NBC ed eseguito in anteprima all'NBC Opera Theatre il 24 dicembre 1951, a New York City presso lo studio 8H della NBC nel Rockefeller Center, dove fu trasmesso in diretta televisiva da quella sede come produzione di debutto della Hallmark Hall of Fame. Fu la prima opera specificamente composta per la televisione in America.

## Storia della composizione
Menotti fu commissionato da Peter Herman Adler, direttore della nuova programmazione dell'opera della NBC, per scrivere la prima opera per la televisione. Il compositore aveva problemi nel trovare un soggetto per l'opera, ma si ispirò a L'Adorazione dei Magi di Hieronymus Bosch appeso al Metropolitan Museum of Art di New York City.
Man mano che si avvicinava la data, Menotti doveva ancora finire la composizione. I cantanti ebbero poco tempo per provare e ricevettero i passaggi finali della partitura pochi giorni prima della trasmissione. Il collaboratore del compositore, Samuel Barber fu coinvolto per completare l'orchestrazione. Dopo la prova generale, il direttore della NBC Symphony Arturo Toscanini disse a Menotti: "Questo è il lavoro migliore che tu abbia mai fatto".
Menotti voleva che Amahl fosse interpretato da un ragazzo. Nelle "Note di produzione" contenute nella partitura per Canto e Pianoforte scrisse: "È desiderio espresso del compositore che il ruolo di Amahl debba sempre essere interpretato da un ragazzo, né il concetto musicale né quello drammatico dell'opera permettono la sostituzione con una donna in costume da bambino".

## Genesi
Il libretto con la registrazione originale del cast contiene il seguente aneddoto:
In realtà non ho mai incontrato i Tre Re, non importava quanto faticosamente mio fratello ed io cercassimo di restare svegli la notte per vedere i Tre Visitatori Reali, ci siamo sempre addormentati prima del loro arrivo. Ma ricordo di averli ascoltati. Ricordo la strana cadenza della loro canzone nella distanza tenebrosa; ricordo il suono fragile degli zoccoli del cammello che schiacciava la neve ghiacciata e ricordo il misterioso tintinnio delle loro briglie d'argento.
Il mio re preferito era il re Melchiorre, perché era il più vecchio e aveva una lunga barba bianca. Il preferito di mio fratello era il re Gaspare. Insisteva sul fatto che questo re era un po' pazzo e piuttosto sordo. Non so perché fosse così certo sul fatto che fosse sordo. Sospetto che fosse perché il caro re Gaspare non gli ha mai portato tutti i doni che aveva richiesto. Era anche piuttosto perplesso dal fatto che il re Gaspare portasse la mirra, che gli appariva un dono piuttosto eccentrico, perché non capiva mai cosa significasse la parola.
A questi tre re devo principalmente le felici stagioni natalizie della mia infanzia e dovrei essere rimasto loro molto grato. Invece venni in America e presto dimenticai tutto di loro, perché qui a Natale si vedono tanti Babbi Natale disseminati per tutta la città. Poi c'è il grande albero di Natale a Rockefeller Plaza, le elaborate finestre giocattolo sulla Fifth Avenue, il coro a cento voci nella Grand Central Station, gli innumerevoli canti natalizi alla radio e alla televisione e tutte queste cose mi avevano fatto dimenticare i tre cari vecchi re della mia passata infanzia.
Ma nel 1951 mi sono trovato in gravi difficoltà. Mi era stato commissionato dalla National Broadcasting Company di scrivere un'opera per la televisione, con il Natale come scadenza e semplicemente non avevo un'idea in testa. Un pomeriggio di novembre mentre stavo camminando piuttosto cupamente attraverso le stanze del Metropolitan Museum, mi capitò di fermarmi davanti all'Adorazione dei Magi di Hieronymus Bosch e, mentre lo guardavo, improvvisamente sentii di nuovo, proveniente dalle lontane colline blu, la magica canzone dei Tre Re. Poi mi resi conto che erano tornati da me e mi avevano portato un regalo.
Mi viene spesso chiesto come mai mi misi a scrivere un'opera per la televisione e quali sono i problemi specifici che ho dovuto affrontare nella pianificazione di un lavoro per un mezzo del genere. Devo confessare che, scrivendo Amahl e i visitatori notturni, non ho quasi mai pensato alla televisione. In effetti, tutte le mie opere sono originariamente concepite per un palcoscenico ideale che non ha equivalenti nella realtà e credo che sia così con gli autori più drammatici.»
(Gian-Carlo Menotti)

## Storia delle esecuzioni

### La prima televisiva (1951)
Amahl fu la prima opera specificamente composta per la televisione in America. La diretta televisiva avvenne il 24 dicembre 1951.
Il compositore apparve sullo schermo per presentare l'opera e fornire il contesto degli eventi che avevano portato alla sua composizione. Chiamò anche fuori i suoi collaboratori principali, il regista Kirk Browning e il direttore Thomas Schippers per ringraziarli pubblicamente.
Protagonista dell'opera era il giovane Chet Allen, voce bianca solista del Columbus Boychoir di Princeton. Gian Carlo Menotti lo aveva scelto per le sue doti vocali ma anche per le sue notevoli capacità espressive di attore bambino. La diretta e la ripresa televisiva con ampio uso di primi piani richiedevano infatti da parte del piccolo interprete protagonista una disinvoltura e un talento attoriale non comuni per una voce bianca di formazione classica. La parte della madre fu affidata al soprano Rosemary Kuhlmann che già aveva lavorato con Menotti per Il console. Completavano il cast: Andrew McKinley (Caspar), David Aitken (Melchior), Leon Lisher (Balthazar) e Frances Monachino (il paggio).
La prima di Amahl fu un enorme successo. L'opera fu vista su 35 affiliate della NBC da costa a costa, il più grande collegamento di rete per una trasmissione d'opera dell'epoca. Si stima che cinque milioni di persone abbiano visto la trasmissione in diretta, il più grande pubblico di sempre a vedere un'opera teletrasmessa.
Il successo fu tale che già nel gennaio 1952 l'opera fu registrata su disco e fu ripetuta in diretta televisiva e con lo stesso cast anche in occasione delle festività pasquali, il 13 aprile 1952.

### Le prime rappresentazioni teatrali (1952)
Menotti aveva scritto Amahl pensando al palcoscenico, anche se era destinato alla trasmissione televisiva. "In televisione sei fortunato se ripetono mai qualcosa. Scrivere un'opera è un grande sforzo e darla via per un'unica rappresentazione è stupido". La prima teatrale (di carattere amatoriale) ebbe luogo il 21 febbraio 1952 a Bloomington alla Scuola di Musica dell'Indiana University, con Ronald Jennings (Amahl) e Marilyn Rights (la madre). Menotti, Schippers e il cast televisivo furono protagonisti della prima messa in scena a livello professionistico al New York City Center il 9 aprile 1952; per la ripresa autunnale del 19 settembre 1952 ed ancora il 22 marzo 1953 il ruolo di Amahl fu invece interpretato da James Sammarco che di Allen era stato il sostituto fin dalla prima del 1951. L'opera fu quindi rappresentata a Boston il 18 e 19 dicembre 1952 dall'Opera Club al Teatro Agassiz del Radcliffe College, sotto la direzione di Thomas H. Phillips per la Longy School of Music. James Hercules Sutton, 9 anni, solista di Alfred Nash Patterson alla Chiesa dell'Avvento, interpretava Amahl; Claire Smith interpretava la madre; Walter Lambert, Paul Johnson e Hermann Gantt erano i tre re.

### 1952–58
Per tutti gli anni cinquanta le rappresentazioni televisive di Amahl si affermarono come un classico natalizio, cui Menotti, Schippers e Browning si dedicarono in prima persona anno dopo anno. Per le sue prime tre trasmissioni televisive, il programma era stato presentato in bianco e nero (ce ne furono due nel 1952, una a Pasqua e l'altra durante il periodo natalizio), ma a partire dal 1953 fu trasmesso in diretta a colori.
Punto fermo di queste rappresentazioni rimase sempre il soprano Rosemary Kuhlmann nel ruolo della madre. Diverso il discorso della voce bianca di Amahl. Già nel dicembre 1952 si dovette sostituire Chet Allen, la cui voce già stava mutandosi con la crescita adolescenziale. Menotti trovò in Bill McIver non solo il perfetto sostituto dal punto di vista vocale ed espressivo, ma un già maturo giovanissimo interprete capace di sostenere la parte per ben quattro anni consecutivi, dal 1952 al 1955. E quando anche per McIver venne il momento dell'abbandono, un altro validissimo interprete, Kirk Jordan, ne prese il posto per i tre anni successivi, dal 1956 al 1958.
Dal 1951 al 1958 Amahl fu presentata dal vivo, ma alla fine degli anni cinquanta però cambiavano anche i gusti del pubblico televisivo. I dirigenti delle televisioni di reti commerciali avevano sempre meno fiducia nelle opere trasmesse in diretta in televisione. Per risparmiare sui costi si decise di non produrre più nuove dirette ma di registrare la diretta del 1958 con protagonista Kirk Jordan. Fu questa l'edizione che il pubblico televisivo vide riproposta di anno in anno dal 1959 al 1962. Lo spettacolo iniziò a essere programmato come programma televisivo pomeridiano, piuttosto che in prima serata come era stato fatto agli inizi.

### 1963–66
Nel 1963 fu videoregistrata dalla NBC una nuova produzione di Amahl con il direttore Herbert Grossman e un cast completamente nuovo con Kurt Yaghjian nei panni di Amahl, Martha King nei panni della Madre e John McCollum, Willis Patterson e Richard Cross nel ruolo di tre re. Quando Menotti scoprì che la NBC aveva programmato la registrazione in una data in cui era impegnato all'estero, cercò di cambiare la data. La rete rifiutò e registrò la performance del 1963 senza la presenza o la partecipazione del compositore, trasmettendola nel dicembre 1963 e altre due volte nel 1964 e nel 1965. Menotti non approvò mai la produzione del 1963. Così quando nel maggio 1966 i diritti delle trasmissioni future tornarono a lui, il compositore non permise che essa fosse mostrata di nuovo. A causa di questo Amahl non fu mostrato in televisione tra il 1966 e il 1978.

### 1978
Nel 1978, una nuova produzione con Teresa Stratas nei panni della madre di Amahl, Robert Sapolsky nel ruolo di Amahl, Willard White, Giorgio Tozzi e Nico Castel nel ruolo dei Tre Re fu girata dalla NBC, in parte in Terra santa. Come era normale per l'opera filmata, la musica era pre-registrata e i cantanti mimavano le loro esibizioni per la riproduzione. Tuttavia non diventò una tradizione annuale come le versioni del 1951 e del 1963.

### Produzioni della BBC
La BBC ha realizzato diverse produzioni di Amahl e i visitatori notturni negli anni '50. La prima rappresentazione fu trasmessa il 20 dicembre 1953, con Charles Vignoles come Amahl e Gladys Whitred come sua madre. I tre re erano John Lewis (Gaspare), Scott Joynt (Baldassarre) e John Cameron (Melchiorre). Edric Connor era il Paggio e Josephine Gordon era la ballerina. L'opera fu prodotta da Christian Simpson e il direttore era Stanford Robinson.
Questa esecuzione ebbe un tale successo che fu ripetuta alla vigilia di Natale del 1954 con lo stesso cast a parte il Paggio interpretato da John Carvalho e la ballerina, Betty Ferrier.
Entrambe le esecuzioni furono trasmesse in diretta. Una registrazione televisiva dello spettacolo del 1954 fu trasmessa la notte di Natale del 1956, ma questa registrazione sembra che sia stata abbandonata.
Esiste una registrazione audio dello spettacolo del 1954 di proprietà di privati.
Ulteriori spettacoli seguirono negli anni successivi. L'esecuzione del 1955 fu prodotta anche da Christian Simpson, con Malcolm Day nei panni di Amahl, Gladys Whitred nei panni della madre di Amahl, musica della Sinfonia di Londra. Sembra che questa esecuzione sia stata trasmessa anche dal vivo. Non fu registrata o la registrazione è stata distrutta. Non esiste negli archivi della BBC.
La seconda produzione fu trasmessa il 24 dicembre 1959. Questa versione esiste come una registrazione televisiva in 35 mm negli Archivi della BBC. Anche questa versione fu prodotta da Christian Simpson e interpretata da Christopher Nicholls come Amahl e Elsie Morison come madre di Amahl. Questa volta la musica era della Royal Philharmonic Orchestra.

### Versione del 1957 per la TV Australiana
Una versione fu trasmessa dalla ABC sulla televisione australiana nel 1957. Venne trasmessa in diretta dal vivo a Melbourne il 18 dicembre 1957 e fu videoregistrata per essere mostrata a Sydney il giorno di Natale. Non è noto se la videoregistrazione esista ancora.

### Prime rappresentazioni dell'opera in Italia
La prima rappresentazione dell'opera in Italia (nella sua versione in lingua italiana ad opera di Piero Bellugi) avvenne al Maggio Musicale Fiorentino il 9 maggio 1953. Come protagonista Menotti scelse il dodicenne Alvardo Cordova dell'Associazione dei Fanciulli Cantori di Roma. Il ruolo della madre fu affidato a Giulietta Simionato. A dirigere l'orchestra fu Leopold Stokowski.
Il 24 dicembre 1954 l'opera fu trasmessa dalla RAI per la regia di Sandro Bolchi, con Carlo Scopetti (Amahl), Jolanda Gardino (la madre). Ferruccio Scaglia dirigeva l'Orchestra e il Coro della RAI di Milano. Carlo Scopetti presentò quindi l'opera al Teatro dell'Opera di Roma il 26 e 30 dicembre 1954 e il 2 e 4 gennaio 1955, questa volta al fianco di Gianna Pederzini (la madre), sotto la direzione di Oliviero De Fabritiis.

## Ruoli
| Ruolo                            | Tipo voce              | Cast della prima, 24 dicembre 1951 (Direttore: Thomas Schippers) |
| -------------------------------- | ---------------------- | ---------------------------------------------------------------- |
| Amahl                            | voce bianca            | Chet Allen                                                       |
| La Madre                         | soprano o mezzosoprano | Rosemary Kuhlmann                                                |
| Re Gaspare                       | tenore                 | Andrew McKinley                                                  |
| Re Melchiorre                    | basso-baritono         | David Aiken                                                      |
| Re Baldassarre                   | basso                  | Leon Lishner                                                     |
| Il Paggio                        | basso                  | Francis Monachino                                                |
| Pastori che danzano              | Pastori che danzano    | Melissa Hayden; Glen Tetley; Nicholas Magallanes                 |
| Pastori e abitanti del villaggio |                        |                                                                  |

## Trama
LocalitàVicino a Betlemme.
PeriodoIl primo secolo, subito dopo la nascita di Cristo

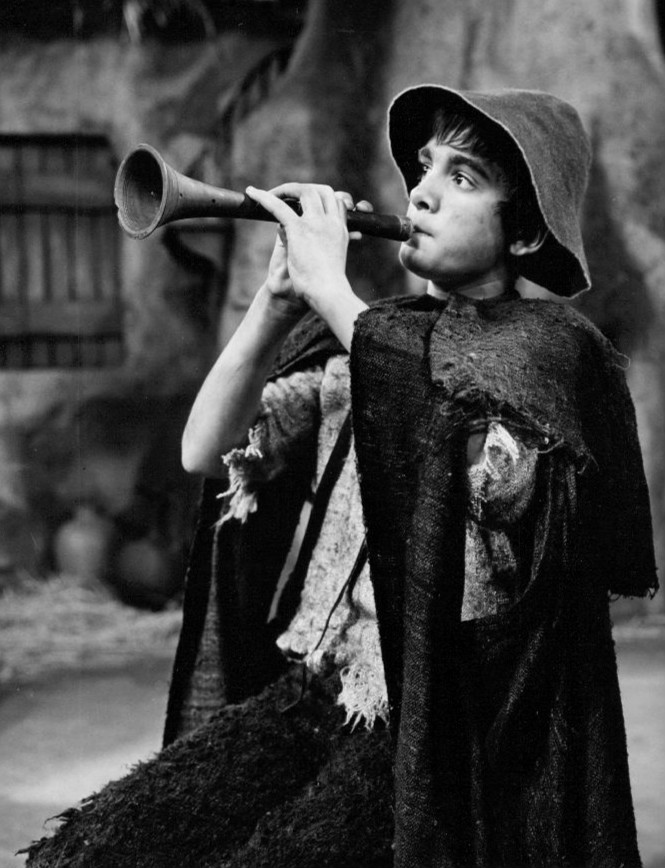
Kurt Yaghijan Amahl e i visitatori notturni 1965

Amahl, un ragazzo disabile che può camminare solo con una stampella, ha il difetto di inventare delle storie. È seduto fuori a suonare il suo piffero da pastore quando sua madre lo chiama ("Amahl! Amahl!"). Dopo molte insistenze entra in casa, ma sua madre non gli crede quando le dice che c'è una stella straordinaria "grande come una finestra" fuori sopra il loro tetto ("O mamma dovresti andare a vedere"; "Smetti di infastidirmi!").
Più tardi quella notte, la madre di Amahl piange, pregando che Amahl non diventi un mendicante ("Non piangere Madre Cara"). Dopo l'ora di andare a letto ("Da lontano arriviamo"), bussano alla porta e la madre dice ad Amahl di andare a vedere chi è ("Amahl... Sì, Madre!"). È sbalordito quando vede tre re splendidamente vestiti (i Magi). All'inizio la madre non crede ad Amahl, ma quando va alla porta per vedere lei stessa, è stordita. I tre re dicono alla madre e ad Amahl che sono in un lungo viaggio per fare regali a un bambino meraviglioso e vorrebbero riposare a casa loro, al che la madre è d'accordo ("Buona sera!"; "Entrate!"), dicendo che tutto quello che può offrire è "un focolare freddo e un letto di paglia". La madre va a prendere legna da ardere e Amahl coglie l'opportunità di parlare con i re. Il re Baldassarre risponde alle domande di Amahl sulla sua vita di re e chiede cosa fa Amahl. Amahl risponde che una volta era un pastore, ma sua madre doveva vendere le sue pecore. Ora, lui e sua madre dovranno andare a mendicare. Amahl parla quindi con il re Gaspare, che è ingenuo, eccentrico e un po' sordo. Gaspare mostra ad Amahl la sua scatola di pietre magiche, perline e liquirizia e offre ad Amahl alcune delle caramelle ("Sei un vero re?"; "Questa è la mia scatola"). La madre ritorna ("Amahl, ti ho detto di non essere un rompiscatole!"). Lui si difende dicendo "Continuavano a farmi delle domande", mentre naturalmente era Amahl che stava facendo domande ai re. Ad Amahl viene detto di far venire i vicini ("Tutte queste cose belle"; "Hai visto un Bambino?") In modo che i re possano essere nutriti e ospitati come si deve ("Pastori! Pastori!"; "Emily! Emily"; "Olive e mele cotogne "; "Danza dei pastori").
Dopo che i vicini sono andati via e i re stanno riposando, la madre tenta di rubare per suo figlio parte dell'oro dei re che era destinato a Gesù Bambino ("Tutto quell'oro"). È ostacolata dal Paggio dei re ("Ladra! Ladra!"). Quando Amahl si sveglia trovando il Paggio che afferra sua madre, lo attacca ("Non ti azzardare!"). Vedendo la difesa di sua madre da parte di Amahl e comprendendo i motivi del tentato furto, il re Melchiorre dice che può tenere l'oro in quanto il Santo Bambino non avrà bisogno di potere o ricchezza terrena per costruire il suo regno ("Oh, donna, puoi tenere quell'oro" ). La madre dice che ha aspettato tutta la sua vita per un tale re e chiede ai re di riprendersi l'oro. Vorrebbe mandare un regalo ma non ha nulla da inviare. Anche Amahl non ha niente da dare al bambino se non la sua stampella ("Oh, No, Aspetta"). Quando la offre ai re, la sua gamba viene miracolosamente guarita ("Cammino, Madre!"). Con il permesso di sua madre, parte con i re per vedere il Bambino e ringrazia la sua stampella per essere guarito.

## Registrazioni
Per diversi anni si è ipotizzato che il film (registrazione televisiva) della trasmissione originale fosse andato perso, ma è stata trovata una copia, trasferita in video è ora disponibile presso The Paley Center for Media (precedentemente The Museum of Television & Radio) e online al Museum of Broadcast Communications.
La trasmissione originale del 1951 non è mai stata ritrasmessa, sebbene siano state fatte registrazioni clandestine. Una registrazione televisiva della trasmissione del 1955 con Bill McIver nel ruolo di Amahl è stata digitalizzata nel 2007 ed è disponibile in commercio su DVD. Le produzioni del 1955 e del 1978 sono le uniche pubblicate in video. Le registrazioni del cast di entrambe le produzioni del 1951 e del 1963 furono pubblicate su LP dalla RCA Victor e la registrazione del cast del 1951 fu ristampata su compact disc nel 1987. La registrazione del 1963 di Amahl fu la prima registrazione dell'opera realizzata in stereo.

## Eredità
Amahl e i visitatori notturni è stato il primo speciale natalizio della rete televisiva a diventare una tradizione annuale. C'erano già diverse produzioni televisive di A Christmas Carol di Charles Dickens dal 1947 circa, ma non erano state mostrate ogni anno o presentate dalla stessa rete televisiva, con lo stesso staff tecnico generale, come lo era Amahl. Fino al 1963 Amahl era quasi sempre presentato con molti degli stessi cantanti e personale di produzione. Dal 1951 al 1966 fu presentato ogni anno sulla NBC (che aveva commissionato a Menotti di scriverlo) alla vigilia di Natale, come episodio di una serie antologica esistente, tipo The Alcoa Hour, NBC Television Opera, o Hallmark Hall of Fame. La produzione di Amahl del 1978 fu anche proiettata in anteprima sulla NBC, prima di passare alla televisione via cavo nei primi anni '80.